# روز مكغوان
روز مكغوان Rose McGowan ممثلة أمريكية من مواليد 5 سبتمبر 1973.

## روابط خارجية
- روز مكغوان على موقع IMDb (الإنجليزية)
- روز مكغوان على موقع ميتاكريتيك (الإنجليزية)
- روز مكغوان على موقع روتن توميتوز (الإنجليزية)
- روز مكغوان على موقع مونزينجر (الألمانية)
- روز مكغوان على موقع قاعدة بيانات الأفلام العربية
- روز مكغوان على موقع ألو سيني (الفرنسية)
- روز مكغوان على موقع ميوزك برينز (الإنجليزية)
- روز مكغوان على موقع تيرنر كلاسيك موفيز (الإنجليزية)
- روز مكغوان على موقع أول موفي (الإنجليزية)
- روز مكغوان على موقع قاعدة بيانات الأفلام السويدية (السويدية)